# آرامگاه امامزاده میرحسن بن سعیدشهید اقلیدی
بقعه امامزاده میرحسن بن سعید شهید اقلیدی مربوط به سدهٔ ۹ ه.ق است و در شهرستان اشکذر، روستای حاجی‌آباد رستاق واقع شده و این اثر در تاریخ ۹ اردیبهشت ۱۳۸۲ با شمارهٔ ثبت ۸۵۵۷ به‌عنوان یکی از آثار ملی ایران به ثبت رسیده است.